# 19. pehotni polk (Italija)
19. pehotni polk Brescia (izvirno italijansko 19º Reggimento fanteria) je bil pehotni polk Kraljeve italijanske kopenske vojske.

## Zgodovina
Polk je bil med prvo svetovno vojno nastanjen na zahodni fronti, sodeloval je v drugi italijansko-abesinski vojni in v severnoafriški kampanji druge svetovne vojne. Uničen je bil v bitki za El Alamein.